# خانواده باربرینی
خانواده باربرینی (انگلیسی: Barberini family) خانواده‌ای از اشراف ایتالیا می‌باشند، که از قرن هفدهم و در شهر رم به شهرت رسیدند. نفوذ آنها با انتخاب کاردینال مافئو باربرینی به‌عنوان پاپ، در سال ۱۶۲۳ تحت عنوان پاپ اوربان هشتم، به اوج خود رسید. کاخ شهری آنها، تحت عنوان کاخ باربرینی، که در سال ۱۶۳۳ توسط جان لورنتسو برنینی تکمیل شد، امروزه گالری ملی هنر باستانی ایتالیا را در خود جای داده‌است.